# مدرسه علوم سیاسی
مدرسه علوم سیاسی یا مدرسه عالیه سیاسی یک نهاد آموزش عالی در دوره قاجار و پهلوی بود که زیر نظر وزارت خارجه فعالیت می‌کرد. این مدرسه یکی از نخستین نهادهای آموزش عالی نوین در ایران و نخستین دانشکده علوم انسانی به شمار می‌رود. این نهاد بعدا به دانشکده حقوق و علوم سیاسی دانشگاه تهران تبدیل شد.

## تاسیس
مدرسه سیاسی در پانزدهم شعبان ۱۳۱۷ هجری قمری عید مولود حضرت امام عصر برابر با ۲۸ آذر ۱۲۷۸ خورشیدی مطابق با ۱۹ دسامبر ۱۸۹۹ م با حضور میرزا نصرالله خان مشیرالدوله وزیر امور خارجه، معاون‌الدوله وزیر تجارت، منتظم‌الدوله سردار مکرم، وزیر قورخانه و جمعی دیگر از بزرگان در محل مدرسه که یکی از خانه‌های سپهسالار بود، افتتاح شد. اکثر منابع میرزاحسن خان مشیر الدوله (پیرنیا) را موسس این نهاد آموزشی دانسته‌اند اما برخی ادعا کرده‌اند ایده تاسیس مدرسه علوم سیاسی نخستین بار توسط میرزا مهدی خان ممتحن الدولۀ شقاقی طرح شده است.

## بودجه و اساسنامه
با توجه به صحبت‌هایی که مشیرالدوله با مظفرالدین شاه انجام داد او دستور داد برای مخارج مدرسه عالی سیاسی سالیانه ۴۰۰ هزار تومان از محل معدن فیروزه در اختیار وزارت خارجه قرار دهند تا به عنوان مخارج مدرسه مورد استفاده قرار گیرد.
مدرسه علوم سیاسی دارای یک نظامنامه در ۶ فصل و در هفتاد و یک ماده بود که در تاریخ ۱۰ آذر ۱۲۹۳ از سوی محمدعلی علاء السلطنه وزیر امور خارجه وقت به امضا رسیده است. موضوعاتی همچون «اداره مدرسه»، «شرایط دخول متعلمین»، «ترتیب تحصیلات»، «ترتیب اوقات کار مدرسه»، «ترتیب امتحانات مدرسه»، «نظام مدرسه» سرفصل های این نظامنامه را تشکیل می‌دهد. این اساسنامه بعدا در تدوین اساسنامه مدرسه سیاسی و حقوق در سال ۱۳۰۶ با تغییراتی همراه شد.

## استادان
مدرسه سیاسی در آغاز یک کلاس بیشتر نداشت و کلاس‌های بالاتر در سال‌های بعدی به مدرسه افزوده شد. معلمان دوره اول عبارت بودند از میرزا حبیب‌الله (فقه) اردشیر جی (تاریخ) میرزا عبدالرزاق خان (جغرافیا) دکتر مرل (فرانسه) حسن مشیرالملک (حقوق بین‌الملل.)

## مدیران
نخستین مدیریت مدرسه با میرزا حسن خان مشیرالملک (مشیرالدوله) بود. پس از او کفالت مدرسه به میرزاعبدالله خان واگذار شد و پس از وی در سال ۱۳۲۳ هجری قمری به میرزاحسین‌خان معتمدالملک برادر مشیرالدوله رسید. چندی نیز ریاست مدرسه با میرزا محمدحسین ذکاءالملک (فروغی) بود. 

## دانش‌آموختگان
این مدرسه كه كار خود را با ۱۷ شاگرد آغاز كرد، دانش آموختگان مشهوری را تحویل جامعه داد كه عبدالله مستوفی، صادق خان، داوود خان، علی اكبر دهخدا، سیف الله خان، میرزا محمدعلی خان و... از آن جمله بودند در كل در دوره فعالیت مستقل این مدرسه، ۲۱۰ نفر فارغ التحصیل شدند.
برخی دانش‌آموختگان مشهور این مدرسه عبارت‌اند از:
- علی اکبر دهخدا
- علی اکبر سیاسی
- عبدالله مستوفی
- جواد عامری
- عباسقلی گلشاییان
- باقر عظیمی
- اسماعیل مرآت
- عبدالله انتظام
- ابوالقاسم فروهر
- حسن مشرف نفیسی
- محسن رئیس
- حسن ستوده تهرانی
- عباسقلی محصص
- مجتبی دولت آبادی
- سیدعلی شایگان